# Wielsk
Wielsk (ros. Вельск) – miasto w północnej Rosji, na terenie obwodu archangielskiego, w północno-wschodniej Europie, na lewym brzegu rzeki Waga.
Miejscowość jest ośrodkiem administracyjnym rejonu wielskiego i liczy 26.297 mieszkańców (1 stycznia 2005 r.).

## Historia
Najstarsze wzmianki o Wielsku pochodzą z 1137 r. W 1780 r. miejscowość otrzymała prawa miejskie.

## Gospodarka
Wielsk jest ośrodkiem przemysłu drzewnego; w mieście znajdują się też zakłady remontowe, mięsne, mleczaskie, a także przedsiębiorstwo wytwarzające asfaltobeton.

## Ludzie związani z miastem
- Borys (Szypulin) (1876–1938) – rosyjski biskup prawosławny.
- Arsienij Roginski (ur. 1946) – rosyjski historyk i działacz polityczny.